# Frontul terorii
Frontul terorii sau Blindatele morții (în engleză The Misfit Brigade) este un film de televiziune american din 1987 bazat pe romanul lui Sven Hassel, Blindatele morții. A fost regizat de Gordon Hessler și a fost filmat în Iugoslavia.

## Prezentare
Germania, 1943: un tanc german traversează ruinele arzătoare ale unui oraș fără nume. Echipajul tancului dă peste o femeie isterică, plângând pentru „bebelușul” ei prins într-o clădire parțial demolată. Ignorând un raid aerian, Porta, Micuțul, Stege, Bătrânul și Sven salvează „bebelușul” femeii doar pentru ca acesta să se dovedească a fi pisica ei. 
Urmează alte situații sălbatice și mai improbabile, inclusiv micul legionar care îl bate într-un bar pe Micuțul într-o luptă, la prima lor întâlnire, înainte ca aceștia să fie trimiși pe frontul rus. Cele două tunuri de asalt ale lor, Bertha I și Bertha II, lansează un atac asupra a câteva T-34 sovietice. Bertha I, comandat de Wilhelm "Bătrânul " Beier, elimină cu succes un T-34. Între timp, Bertha II reușește să bată un alt T-34 înainte să fie lovit de un tun autopropulsat sovietic ascuns într-o pădure din apropiere. Tancul Bertha I este imobilizat, dar reușește totuși să scoată din luptă tunul sovietic. Cu direcția distrusă, ei fug pe jos înapoi la liniile germane, pierzând pe drum doar pe tânărul soldat „Pistruiatul” Fredericks, care era în batalionul disciplinar deoarece s-a culcat cu sora sa vitregă.
Înapoi la liniile germane, plutonul este martorul propagandei inamice pe un ecran de cinema montat ad-hoc pe câmpul de luptă, înainte de a avea o escapadă sălbatică la un bordel. Apoi se întorc la buncărul lor doar pentru a afla că au primit ordine de a pleca într-o misiune sinucigașă adânc în spatele liniilor inamice - aceea de a distruge un tren sovietic care transporta combustibil pentru Armata Roșie. Dacă vor finaliza sarcina, vor fi eliberați.

## Distribuție
- Bruce Davison  - Cpl. Joseph Porta
- DW Moffett - Căpitanul von Barring
- Keith Szarabajka -  Sergentul  Wilhelm „Bătrânul” Beier
- David Patrick Kelly - Cpl. Alfred „Legionarul” Kalb
- Jay O. Sanders - L / Cpl. Wolfgang „Micuțul” Creutzfeldt
- Branko Vidakovic -L / Cpl Hugo Stege
- Slavko Stimac - Sven Hassel
- David Carradine - colonelul von Weisshagen
- Oliver Reed - generalul von Grathwohl

## Producție
Filmul a fost produs sub titlul de lucru Wheels of Terror și a fost filmat în Iugoslavia.

## Primire
Filmul a fost descris ca „o Duzină de ticăloși germani, datorită faptului că prizonierii militari sunt forțați la o misiune sinucigașă adânc în spatele liniilor inamice”, la fel ca în filmul lui Robert Aldrich.